# 石垣いちご

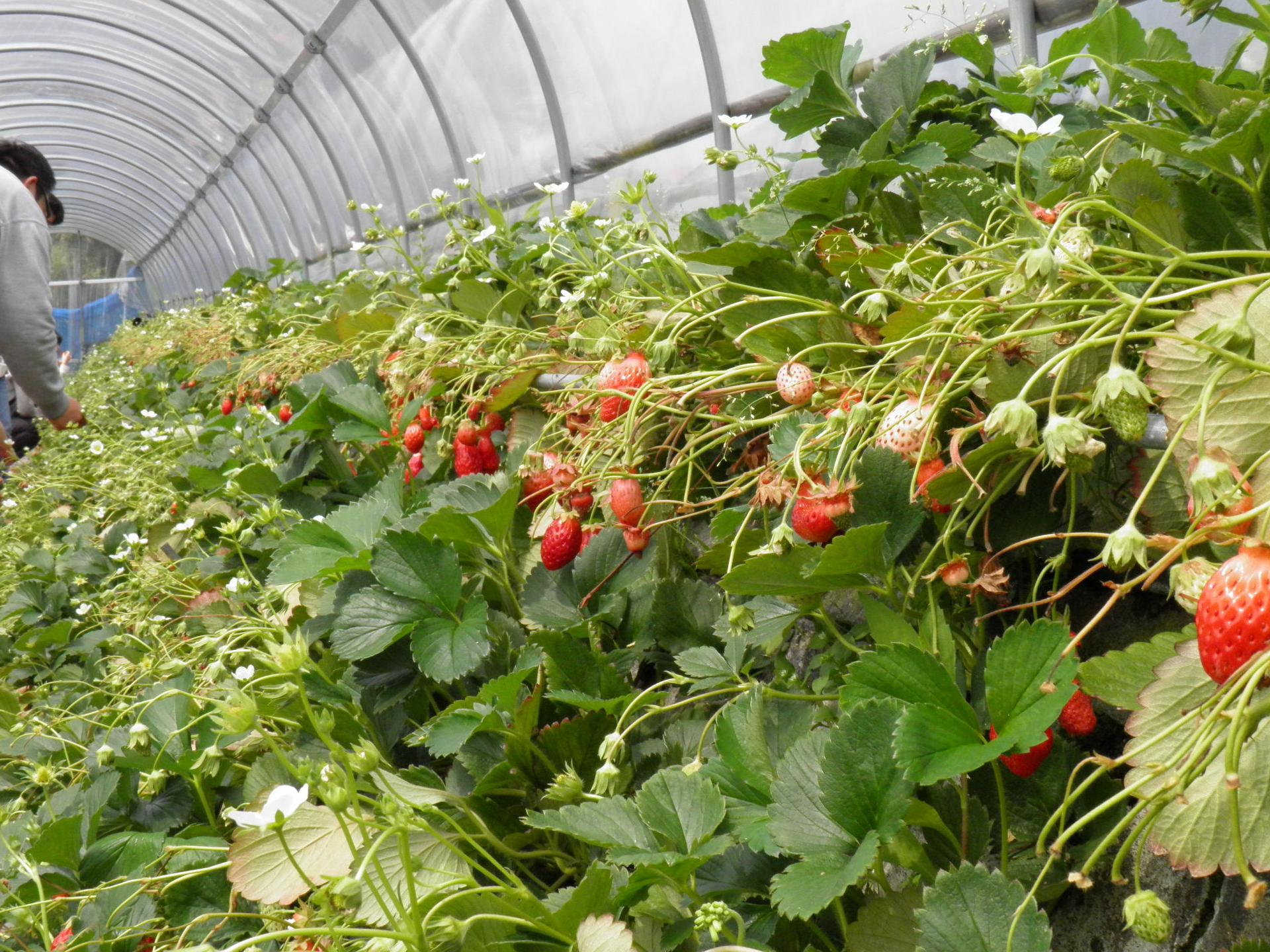
石垣いちご

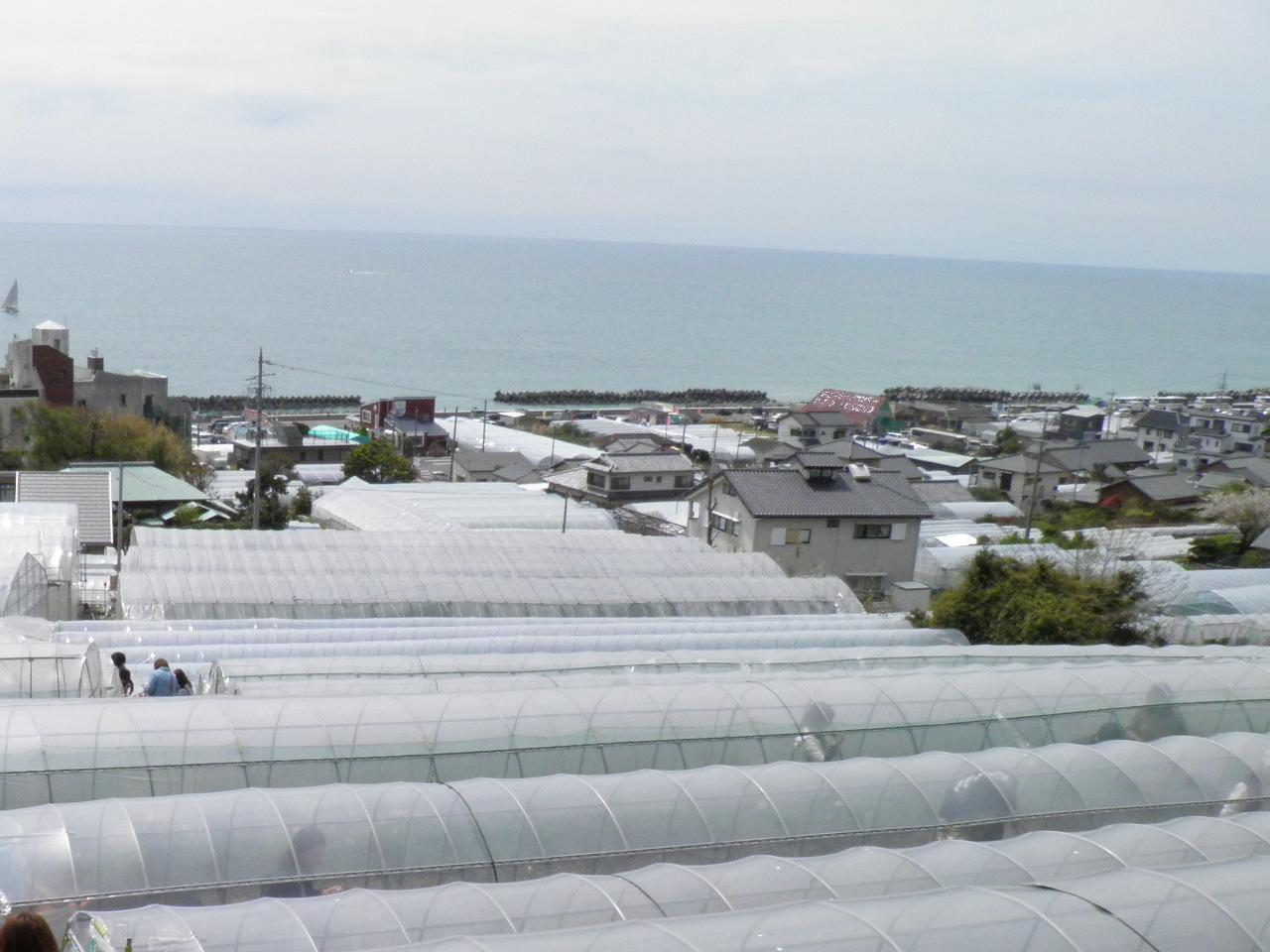
ビニールハウスと太平洋

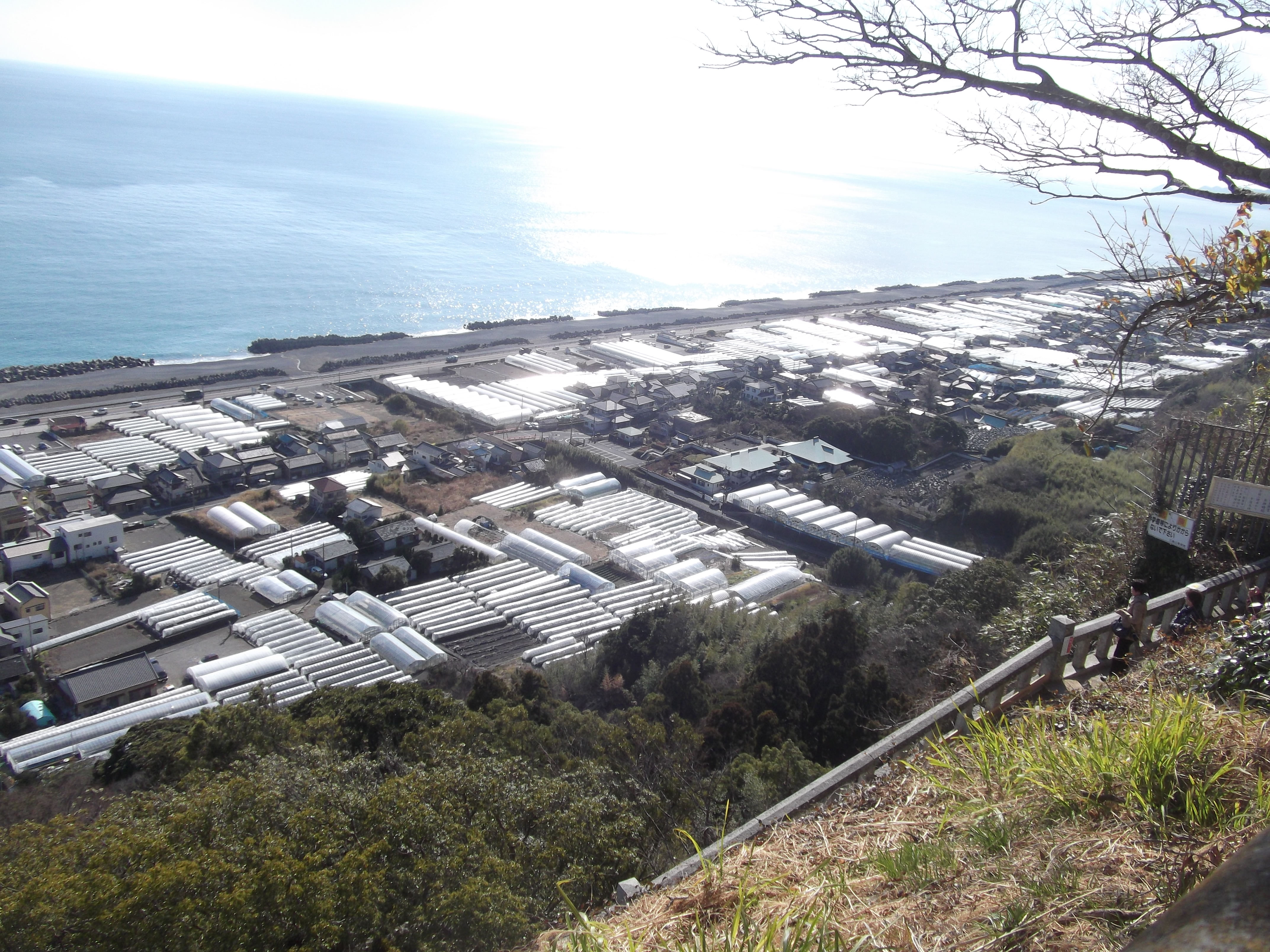
久能山から久能地区を見下ろす。白い建物のほとんどがビニールハウスである。2016年2月撮影。

石垣いちご（いしがきいちご）とは静岡市の、駿河区西平松から清水区駒越までの久能海岸（駿河湾）沿いの東西8kmにわたって、有度山（日本平）の南斜面で石垣を利用して栽培されているいちごである。
この地域は非常に温暖でいちご栽培に適している。栽培農家は約360戸。1月から5月までのいちご狩りのシーズンにはいちご海岸通り（国道150号）沿いに「いちご娘」が出て、観光農園でのいちご狩りへの呼び込みをしている。
1896年、伊佐須美神社宮司で松平容保の次男、松平健雄が川島常吉にいちごの苗を託したのが始まりとされる。

## 栽培品種
主要品種
- 久能早生　　
- 章姫
- 紅ほっぺ
- かおりの

その他栽培されている品種
- 麗紅
- 女峰
- やよいひめ
- おおきみ
- きらぴ香
- かなみ姫

## 歴史
- 1896年（明治29年）　　いちご栽培が始まる
- 1904年（明治37年）頃　石垣栽培の基礎ができる
- 1923年（大正12年）頃　現在のコンクリート成形版を使用した栽培方法が確立される
- 1960年（昭和35年）頃　ビニールハウス栽培が普及
- 1966年（昭和41年）　　いちご狩りが始まる
- 1981年（昭和56年）　　「久能早生」の栽培が始まる
- 1991年（平成3年）　　「章姫」の栽培が始まる